# Седельников Олексій Іванович
Олексій Іванович Седельников (Пучкарьов) (травень 1890, село Високе Оршанського повіту Могильовської губернії, тепер Вітебської області, Білорусь — розстріляний 7 жовтня 1938, місто Москва, тепер Російська Федерація) — радянський державний діяч, відповідальний секретар Тульського окружного комітету ВКП(б), 1-й секретар Тульського міського і районного комітетів ВКП(б). Член ЦВК СРСР. Кандидат у члени ЦК ВКП(б) у 1930—1937 роках.

## Життєпис
Народився в родині пічника-муляра. З вересня 1903 по травень 1905 року — учень сільської школи в селі Високому Оршанського повіту Могильовської губернії, закінчив два класи та третє відділення Альського училища.
У червні 1905 — травні 1909 року — пічник та муляр на відхожих промислах, штукатур хімічної фабрики в селі Високому. У 1907—1909 роках — член профспілки будівельників.
Член Партії соціалістів-революціонерів у 1908—1913 роках, учасник революційного руху.
У 1909—1915 роках перебував в адміністративному засланні в Тобольській губернії. Півтора року сидів у в'язниці в Омську і 9 місяців в Аренсбурзькій в'язниці «за приналежність до більшовиків». Працював робітником на будівництві Омської залізниці в місті Ішимі Тобольської губернії.
Член РСДРП(б) з червня 1914 (за іншими даними — з червня 1918) року.
У травні 1915 — квітні 1917 року — рядовий, молодший унтерофіцер 33-го Сибірського стрілецького запасного батальйону в місті Петропавловську та 427-го Пудозького піхотного полку на Західному фронті. Учасник Першої світової війни. У травні — жовтні 1917 року — старший унтерофіцер 33-го Сибірського стрілецького запасного батальйону в місті Петропавловську.
У листопаді 1917 — травні 1918 року — комісар революційного комітету (ревкому) з торгівлі та промисловості в місті Петропавловську.
У червні 1918 — жовтні 1919 року — організатор-агітатор Омського міського комітету РКП(б). У 1918 році був заарештований владою адмірала Колчака, перебував у в'язниці та концентраційних таборах.
У листопаді 1919 — квітні 1920 року — завідувач відділу з роботи в селі Тобольського (Тюменського) губернського комітету РКП(б), начальник особливого комуністичного загону Тобольського (Тюменського) губернського комітету РКП(б).
У травні 1920 — липні 1921 року — військовий комісар 121-ї та 122-ї бригад 41-ї стрілецької дивізії РСЧА на Польському (Західному) фронті.
У липні 1921 — вересні 1922 року — курсант курсів при Вищій тактико-стрілецькій школі командного складу РСЧА імені ІІІ Комінтерну.
У вересні 1922 — лютому 1926 року — студент Комуністичного університету імені Свердлова в Москві. Одночасно, з 1924 року — керівник комісії із «чистки» Московського вищого технічного училища.
У березні 1926 — січні 1930 року — відповідальний інструктор ЦК ВКП(б).
30 квітня — 7 вересня 1930 року — відповідальний секретар Тульського окружного комітету ВКП(б).
У вересні 1930 — вересні 1935 року — відповідальний секретар Тульського міського комітету ВКП(б). Одночасно — відповідальний (1-й) секретар Тульського районного комітету ВКП(б).
У жовтні 1935 — червні 1937 року — керуючий державного Середньоволзького лісового тресту «Середліс» Головного управління лісової та лісорозробної промисловості РРФСР у Куйбишевській області.
26 червня 1937 року заарештований органами НКВС. Засуджений Військовою колегією Верховного суду СРСР 7 жовтня 1938 року до страти, розстріляний того ж дня.
8 лютого 1956 року посмертно реабілітований.